# Kim Fowley
Kim Fowley (Los Angeles, 21 juli 1939 - aldaar, 15 januari 2015) was een Amerikaanse muziekproducent, songwriter en muzikant.

## Carrière
Kim Fowley kwam in 1939 ter wereld als zoon van het acteursechtpaar Douglas Fowley en Shelby Payne in het Californische Los Angeles. Zijn carrière in de muziekbusiness was net zo wisselvallig als lang. Commerciële successen had hij niet. Zijn misschien bekendste product was de vrouwen-hardrockband The Runaways (met Joan Jett en Lita Ford), waarbij hij in de jaren zeventig als manager optrad.
Tijdens de jaren 1960 produceerde en schreef Fowley honderden songs van de meest verschillende stijlen, waaronder bubblegum, girlgroup, folk, countrymuziek en psychedelische rock. Zijn drie grootste successen als producent waren Alley-Oop (1960, 1e plaats, VS) van The Hollywood Argyles, Nut Rocker (1962, 1e plaats, VK) van B. Bumble & the Stingers en Popsicles and Icicles (1963, 3e plaats, VS) van The Murmaids.
Medio jaren 1960 woonde Fowley een tijdlang in Londen, waar hij samenwerkte met de toentertijd nog onbekende artiesten Cat Stevens, The N’Betweens, Soft Machine en The Lancasters (met Ritchie Blackmore). In 1965 schreef hij met The Trip de wel eerste rocksong over een psychedelische ervaring met LSD. De single werd in de Verenigde Staten verregaand genegeerd, maar was wel een kleine hit in Europa en een van de eerste publicaties van het label Island Records. In 1966 produceerde hij de hit They're Coming to Take Me Away ha-Haaa! van Napoleon XIV. Hij was een van de gastmuzikanten op Frank Zappa's eerste plaat Freak Out!. In 1967 wijzigde hij de naam van Roger Chapmans band van Roaring Sixties in Family.
In 1969 produceerde hij I'm Back and I'm Proud, het door critici geroemde album van Gene Vincent en het debuutalbum van Warren Zevon. Tussen 1969 en 1971 schreef hij samen met zijn vriend Skip Battin, de toenmalige bassist van The Byrds, ook enkele songs mee, die op de albums Untitled (1970) en Farther Along (1971) werden gepubliceerd. Een van deze songs, America's Great National Passtime, werd zelfs als single gepubliceerd, echter zijn Americana-inslag bleef uit. 
Hij schreef songs voor onder andere KISS, Helen Reddy, Slade, Alice Cooper, Leon Russell en Kris Kristofferson. Samen met John Cale produceerde hij het debuutalbum van de cultband The Modern Lovers. Eind jaren 1970 produceerde hij voor de Amerikaanse markt een album met en voor Vicky Leandros (voor CBS Records) met o.m. de succesvolle song Angels of Mercy en een cover van Anyone Who Had a Heart.
Zijn soloalbums werden meestal slecht verkocht, maar albums als I'm Bad en International Heroes werden als voorloper van de punkrock gezien. Enkele van zijn new wave-opnamen van de late jaren 1970 werden als voorloper van het electroclash-genre genoemd.
Als laatste woonde Fowley in Californië en werkte daar als producent. Steven Van Zandt nodigde hem in 2005 uit om naast Joan Jett, Andrew Loog Oldham en anderen mee te werken bij zijn radiozender Underground Garage. Fowley presenteerde iedere zaterdag en zondag een vier uur durend programma.

## Overlijden
Kim Fowley overleed op 15 januari 2015 in zijn huis in Hollywood op 75-jarige leeftijd aan de gevolgen van blaaskanker.

## Door Fowley geproduceerde opnamen
- 1960: The Hollywood Argyles: Alley Oop
- 1961: B. Bumble and the Stingers: Bumble Boogie
- 1962: B. Bumble and the Stingers: Nut Rocker
- 1962: The Rivingtons: Papa Oom Mow Mow (4e plaats als Surfin' Bird van The Trashmen 1963)
- 1963: The Murmaids: Popcicles and Icicles
- 1966: Napoleon XIV: They’re Coming to Take Me Away Ha-Haaa!
- 1969: Gene Vincent: 'I’m Back And I’m Proud!' (LP)
- 1976: The Modern Lovers: The Modern Lovers (LP)
- 1977: Helen Reddy: Ear Candy (LP)
- 1977: Vicky Leandros: Vicky Leandros (LP)
- ####: div. van The Runaways
- 2003: Various Artists: Incredible But True – the Kim Fowley Story